# Azogues
Azogues  ou San Francisco de Peleusí de Azogues, é uma cidade equatoriana capital do cantão de Azogues e da Província de Cañar. É também conhecida como Obrera del Sur. O seu clima é temperado seco, encontrando-se a 2.518 metros a nível do mar, a cidade possui uma população de 40.000 habitantes, sua temperatura média é de 17°C. Situa-se no vale de um pequeno rio, o Burgay, a`saída da bacia do Paute, o qual este é um afluente. A cidade forma parte do eixo urbano do país e se encontra muito próxima à cidade de Cuenca. Azogues conta com um grande potencial turístico, foi  declarada como Centro de Valor Patrimonial e Urbano do Equador, em 31 de outubro de 2000 pelo Ministerio de Educación y Cultura.